# Peden-Kliffs
Die Peden-Kliffs sind eine Reihe Felsenkliffs von 10 km Länge im Westteil der McDonald Heights im westantarktischen Marie-Byrd-Land. Im Zentrum wird die an die Nordflanke des Garfield-Gletschers angrenzende Formation den küstennahen Rhodes-Eisfall durchbrochen.
Der United States Geological Survey nahm anhand eigener Vermessungsdaten und Luftaufnahmen der United States Navy zwischen 1959 und 1965 eine Kartierung vor. Das Advisory Committee on Antarctic Names benannte die Kliffs 1974 nach der US-amerikanischen Ionosphärenphysikerin Irene Carswell Peden (* 1925), die von 1970 bis 1971 an elektrophysikalischen Messungen der Eisfläche nahe der Byrd-Station beteiligt war.